# یواس‌اس اس‌سی-۲۷۷
یواس‌اس اس‌سی-۲۷۷ (به انگلیسی: USS SC-277) یک زیردریایی بود که طول آن ۱۱۰ فوت (۳۴ متر) بود. این زیردریایی در سال ۱۹۱۷ ساخته شد.